# Língua uaiana
Uaiana, também conhecida como Ojana, Ajana, Aiana, Ouyana, Uajana, Upurui, Oepoeroei, Roucouyen, Oreocoyana, Orkokoyana, Urucuiana, Urukuyana e Alucuyana na literatura, é uma língua Caribe, falada pelo povos Uaianas  que vivem principalmente nas fronteiras de Guiana Francesa, Brasil e Suriname.
No Brasil, eles vivem ao longo dos rios Paru e  Jari, no Suriname ao longo do Rio Tapanahony  e  Paloemeu e na Guiana Francesa, ao longo do alto rio Maronie seus afluentes.
O número exato de Uaianas não é claro. A questão é complicada porque as contagens são feitas por país. SIL e  Ethnologue listam 850 falantes da língua e 1.950 Uaiana étnicos em todos os países, usando contagens de 2006 e 2007. O Instituto Socioambental, uma ONG brasileira, lista 1.629 Uaiana étnicos, usando contagens de 2002 e 2014. A contagem de indivíduos étnicos Uaiana é ainda mais complicada devido aos laços estreitos que os Uaiana compartilham com outros grupos étnicos da região, especialmente os Aparai no Brasil, na medida em que às vezes são considerados um grupo, os Uaiana-Aparai.

## História
Os índios Uaiana são considerados uma amálgama de vários grupos étnicos menores, tendo incluído os Upurui, Kukuyana, Opagwana e Kumarawana, entre outros. Têm laços extremamente estreitos com os Aparai, com quem vivem e se até casam há pelo menos 100 anos no Brasil, embora os Aparai e os Uaiana se considerem grupos étnicos separados, diferenciando-se lingüisticamente e através de práticas culturais. Existem poucos Aparai no território Uaiana fora do Brasil.
Esta situação única é resultado de contatos europeus e conflitos interétnicos nos últimos quatro séculos. As doenças forçaram populações cada vez menores de grupos étnicos pequenos a se fundirem com os Uaiana no século XVIII para aumentar a sobrevivência. Também no século XVIII, por volta da época da chegada dos eurpeus ao interir do Brasil Colonial, os Uaiana, cujo território original é considerado o norte do Brasil, começaram a migrar para o Suriname e a Guiana Francesa devido a conflitos resultantes indiretamente da colonização.  Como resultado, existem três territórios Uaiana distintos hoje. Os Uaiana restantes no Brasil forjaram laços com os Aparai, que haviam migrado para seu território, e continuam a manter laços de parentesco e comerciais com Uaiana no Suriname e Guiana Francesa.
Os Uaianas (e Aparais) estavam fortemente envolvidos com o comércio, especialmente com o  meikolo  (pretos quilombolas), bem como com os comerciantes brasileiros e surinameses até o final do século XIX...  No século XX, os Uaiana começaramu a trabalhar na extração de borracha e começou a se estabelecer em aldeias, encerrando seu modo de vida tradicionalmente nômade.  Em  meados do século, missionários (incluindo um projeto SIL de 1962 a 1992) e instituições governamentais começaram a ganhar presença no território brasileiro de Uaiana-Aparai, implementando serviços governamentais de saúde e educação.  FUNAI mantém cargo e concede assistência na região desde 1973.

## Classificação
As línguas caribanas – família à qual Uaiana pertence - são distribuídas por todo o norte da América do Sul, norte do Brasil, Venezuela, Guiana, Guiana Francesa e Suriname, com falantes também na Colômbia e Brasil Central. Estima-se que existam 25 idiomas caribenhos restantes, com referências a mais de 100 na literatura histórica. Muitas das línguas caribanas mencionadas na literatura, e outras desconhecidas para os europeus, foram extintas devido ao contato europeu. O número de falantes de todas as línguas caribanas é estimado em 60 a 100 mil, embora mais da metade fale a língua galibi (Carib) propriamente dita,  Macuxi,  Pemon ou  Kapong (as três últimos estão intimamente relacionados). A maioria das línguas do Caribe tem de 100 a 3 mil falantes.
A documentação das línguas extinta e mesmo das remanescentes é escassa em muitos casos, consistindo em listas de palavras com transcrição fonética defeituosa e pouca descrição gramatical. A classificação das línguas caribanas em diversos ramos é, portanto, difícil, embora muitos projetos de pesquisa descritiva recentes estejam retificando a falta de dados precisos das línguas caribanas vivas.Uaiana é considerada por Kaufman (1994, citado por Gildea, 2001).) fazer parte de seu ramo central proposto, mas uma classificação mais recente (Gildea, 2005) a considera como sendo de ramo a definir.

## Pesquisas
O Uaiana, comparado a muitos de suas línguas correlatas caribanas, é muito bem descrito. O primeiro trabalho sobre Uaiana foi uma lista de palavras feita por Crevaux (1882, citado por Tavares, 2005), Coudreau (1892), e De Goeje (1909, citado por Tavares, 2005). De Goeje também publicou uma gramática incompleta detalhando alguns aspectos morfológicos de Uaiana em 1946 (como citado por Tavares, 2005). "A Uaiana Grammar" de 1972 de Walter Jackson baseia-se nessa gramática e esclarece algumas das falhas na descrição de morfologia e fonologia de De Goeje. , mas ainda deixa muitas distinções morfológicas e sintáticas intocadas.
tese de MA de 1982 de Kenneth Howell descreve um aspecto específico da sintaxe de Uaiana - ordem constituinte de palavras. O trabalho mais abrangente sobre Uaiana é a dissertação de doutorado de 2005 de Petronila Tavares, "A Grammar of Uaiana", que é uma gramática descritiva e também da fonologia, morfologia e sintaxe de Uaiana. Uaiana é morfologicamente rica e, portanto, é dada maior ênfase à morfologia. A gramática fornece pouca elaboração teórica, "esperando que futuros pesquisadores preencham essa lacuna" (Tavares, 2005, p. 6)..
Eliane Camargo, que iniciou o trabalho de campo entre os Uaiana ao mesmo tempo que Tavares, também contribuiu significativamente para o estudo da língua Uaiana, com muitas descrições de características específicas do Uaiana, como posse nominal, posposições, ordem das palavras, e marcadores de aspecto nominativo. Ela escreveu um dicionário uaiana-português em 1997, bem como um dicionário uaiana-francês em 2010. Por fim, escreveu várias obras de antropologia lingüística, sobre o bilínguismo / multilinguismo entre os uaiana..
Muito trabalho antropológico foi realizado em relação aos Uaiana. Os primeiros estudos etnográficos incluem de Goeje e Huralt, entre outros. O relacionamento dos Uaiana com os Aparai também suscitou muitos estudos etnográficos sobre assuntos como o bilinguismo (Camargo 1997), o parentesco (Koehn 1975) e os padrões de trocas (Barbosa 2007).  Muito trabalho antropológico foi realizado em relação aos Uaiana. Os primeiros estudos etnográficos incluem de Goeje e Huralt, entre outros. O relacionamento dos Uaiana com os Aparai também suscitou muitos estudos etnográficos sobre assuntos como o bilinguismo (Camargo 1997), o parentesco (Koehn 1975) e os padrões de troca (Barbosa 2007). <. O projeto Uaiana-Aparai focou em sistemas alimentares e conhecimento tradicional de flora e fauna. Também Karen Hough (2008) publicou uma tese de MPhil em etnolinguística sobre percepção espacial em Uaiana, atendendo ao desejo de Tavares por uma elaboração mais teórica da gramática uaiana.

## Status
A vitalidade do idioma também é variável em diferentes áreas. No Brasil, é considerado por Ethnologue como idioma ameaçado de extinção, sendo os avós os únicos usuários ativos; no entanto, Tavares (2005) menciona algumas aldeias no rio Paru, onde o idioma é usado ativamente por crianças e adultos, embora a tendência geral seja o bilinguismo e haja domínio Aparai. Embora Tavares não considere o idioma como saudável, possivelmente não é moribundo em todos os lugares. Segundo o Ethnologue, na Guiana Francesa está mudando sua vitalidade, com uso ativo por adultos e pouca transmissão para crianças. No Suriname, está se desenvolvendo, com todas as gerações usando e algum uso de literatura padronizada.

## Fonologia
O inventário fonêmico das consoantes e vogais de Uaiana é apresentado abaixo. Ou seja, todos os fonemas distintos em Uaiana. Vários outros segmentos são realizados alofonicamente. Por exemplo, /h/ é percebido como [ʃ] em alguns contextos. No entanto, essas são apenas realizações superficiais e, portanto, não fonemas. 
| Consoantes              | Labial | Alveolar | Retroflexa | Palatal | Velar | Glotal |
| Oclusiva                | p      | t        |            |         | k     |        |
| Nasal                   | m      | n        |            |         |       |        |
| FVibrante               |        |          | ɽ          |         |       |        |
| Fricativa               |        | s        |            |         |       | h      |
| Aproximante (semivogal) | w      |          |            | j       |       |        |

Modified from Grimes (1972), p. 48
| Vogais  | Anterior | Central | Posterior |
| Fechada | i        | ɨ       | u         |
| Medial  | e        | ə       | o         |
| Aberta  |          | a       |           |

Modified from Grimes (1972), p. 48
As vogais posteriores /u/ e /o/ são pronunciadas sem arredondamento, diferentemente de suas manifestações em idiomas, como o francês.